# Václav Chaloupek
Václav Chaloupek (* 21. května 1949 Plzeň) je český režisér, scenárista, televizní redaktor a publicista, původním povoláním učitel kreslení. Chaloupek je členem hnutí Občané patrioti (OPAT). V letech 2014 až 2018 a krátce v roce 2022 byl zastupitelem města Plzně, v letech 2014 až 2018 byl zastupitelem městského obvodu Plzeň 3. V letech 2016 až 2022 byl pak senátorem za obvod č. 7 – Plzeň-město a v roce 2016 byl také krátce zastupitelem Plzeňského kraje. Václav Chaloupek je ochránce a milovník přírody, dlouhodobě se zabývá natáčením televizních pořadů pro děti, ve kterých zachycuje osudy zvířat.

## Život
Po absolvování Pedagogické fakulty nejprve vyučoval výtvarnou výchovu na základní škole, později působil jakožto propagační pracovník ČSAD. Poté působil jakožto kulturně výchovný pracovník v Plzeňské zoologické zahradě. V roce 1989 se stal krajským redaktorem Československé televize resp. České televize pro Západočeský kraj, kde natáčel zpravodajské reportáže.
V roce 1997 natočil svůj první televizní seriál Tuláček. Většina jeho televizních prací byla vydána i v knižní podobě.

## Politická angažovanost
V komunálních volbách v roce 2014 byl zvolen jako nestraník za hnutí Občané patrioti (OPAT) zastupitelem města Plzně. Na kandidátce původně figuroval na 14. místě, vlivem preferenčních hlasů ale skončil druhý. Ve stejných volbách se rovněž stal zastupitelem Městského obvodu Plzeň 3, když se na kandidátce posunul z původního 25. místa na konečné 2. místo.
V krajských volbách v roce 2016 byl z pozice člena hnutí OPAT zvolen zastupitelem Plzeňského kraje, když kandidoval za subjekt „Starostové a Patrioti s podporou Svobodných a Soukromníků“. Na kandidátce byl původně na 15. místě, ale vlivem preferenčních hlasů skončil první. V prosinci 2016 však na mandát rezignoval, nahradila jej Šárka Chvalová.
Ve volbách do Senátu PČR v roce 2016 kandidoval za hnutí OPAT v obvodu č. 7 – Plzeň-město. Se ziskem 18,41 % hlasů postoupil z prvního místa do druhého kola, v němž porazil poměrem hlasů 60,71 % : 39,28 % sociální demokratku Dagmar Terelmešovou a stal se senátorem.
V komunálních volbách v roce 2018 obhajoval jako člen hnutí OPAT post zastupitele města Plzeň, a to z pozice lídra kandidátky s názvem „PATRIOTI A STAROSTOVÉ S PODPOROU SVOBODNÝCH“. Neuspěl však a v zastupitelstvu města tak skončil. Za stejné uskupení nebyl zvolen ani zastupitelem městského obvodu Plzeň 3.
V roce 2018 byl Václav Chaloupek jedním ze tří senátorů, které Kancelář prezidenta republiky Miloše Zemana odmítla z politických důvodů pozvat na 100. výročí oslav vzniku republiky.
Ve volbách do Senátu PČR v roce 2022 obhajoval mandát senátora za hnutí OPAT a STAN v obvodu č. 7 – Plzeň-město. Se ziskem 12,03 % hlasů se umístil na 4. místě, do druhého kola voleb nepostoupil, a mandát senátora tak neobhájil.
V komunálních volbách v roce 2022 kandidoval z 20. místa kandidátky hnutí Starostové a nezávislí do zastupitelstva Plzně. Vlivem preferenčních hlasů však skončil třetí a po čtyřech letech se stal znovu zastupitelem města Plzně. Na mandát zastupitele však ještě v roce 2022 rezignoval. Ve volbách v roce 2022 také kandidoval do zastupitelstva Plzně 3, a to z posledního 33. místa kandidátky hnutí STAN. V tomto případě se zastupitelem nestal.
V krajských volbách v roce 2024 kandiduje jako člen hnutí OPAT do Zastupitelstva Plzeňského kraje ze 47. místa kandidátky hnutí STAN.

## Osobní život
Václav Chaloupek má dvě dcery a jednoho syna.

## Ocenění
- 2001 – Berounský trilobit – ocenění večerníčku Méďové
- 2002 – SUK – 20 nejčtenějších knih roku – 1. místo Václav Chaloupek, Jaroslav Vogeltanz: Vydrýsek, nakl. Fraus; 2. místo – Harry Potter a Ohnivý pohár; 3. místo – Pán prstenů
- 2005 – Cena ministra životního prostředí

## Tvorba

### Televizní seriály – večerníčky
- 1997 Tuláček
- 1998 Pruhovaní kamarádi
- 2000 Kluci ze zámku
- 2001 Méďové
- 2002 Vydrýsek
- 2003 Méďové II. – Povídání pro Aničku
- 2003 Bráškové
- 2006 Madla a Ťap
- 2009 Podivuhodná cesta ježka Aladina
- 2011 Pohádky pro štěňátka
- 2014 Méďové na cestách

### Dokumentární filmy
- 2003 Kdo chce s vlky žíti
- 2005 Kouzlo Afriky (TV seriál)
- 2006 Minuta z přírody (TV seriál)

### Knihy
- 1993 Povídání o štěňatech aneb jak si je zamilovat, nakl. Naše vojsko
- 1998 Tuláček liška, Chaloupek, Šeplavá, nakl. Rembrandt
- 2000 Kluci ze zámku
- 2001 Méďové – půl roku s medvědími kluky
- 2001 Méďové – půl roku bez medvědích kluků
- 2002 Vydrýsek
- 2003 Bráškové Prázdniny s vlčaty
- 2004 Honzík a Eliška – toulání s medvíďaty
- 2005 Jižní Afrika mýma očima
- 2008 Madla a Ťap
- 2008 Kouzlo Afriky
- 2013 Okouzleni přírodou, okouzleni lovem, nakl. Starý most

### CD disky
- Tuláček liška, nakladatelství Rembrandt